# Magritte du cinéma 2017
De 7e uitreiking van de Magritte du cinéma vond plaats op 4 februari 2017 voor de Belgische Franstalige films uit 2016. De uitreiking vond plaats in het Square - Brussels Meeting Centre te Brussel met Anne-Pascale Clairembourg als gastvrouw.

## Genomineerden en winnaars
De genomineerden werden op 10 januari 2017 bekendgemaakt.

### Beste film
- Les Premiers, les Derniers van Bouli Lanners
  - Je me tue à le dire van Xavier Seron
  - Keeper van Guillaume Senez
  - L'Économie du couple van Joachim Lafosse
  - Parasol van Valéry Rosier

### Beste regisseur
- Bouli Lanners - Les Premiers, les Derniers
  - Xavier Seron - Je me tue à le dire
  - Joachim Lafosse - L'Économie du couple
  - Valéry Rosier - Parasol

### Beste acteur
- Jean-Jacques Rausin - Je me tue à le dire
  - Aboubakr Bensaihi - Black
  - François Damiens - Les Cowboys
  - Bouli Lanners - Les Premiers, les Derniers

### Beste actrice
- Astrid Whettnall - La Route d'Istanbul
- Virginie Efira - Victoria
  - Marie Gillain - Mirage d’amour
  - Jo Deseure - Un homme à la mer

### Beste debuutfilm
- Keeper van Guillaume Senez
  - Je me tue à le dire van Xavier Seron
  - Parasol van Valéry Rosier

### Beste Vlaamse film
- Belgica van Felix Van Groeningen
  - Black van Adil El Arbi en Bilall Fallah
  - Problemski Hotel van Manu Riche
  - The Land of the Enlightened van Pieter-Jan De Pue

### Beste buitenlandse film in coproductie
- La Tortue rouge van Michael Dudok de Wit
  - À peine j'ouvre les yeux van Leyla Bouzid
  - Éternité van Trần Anh Hùng
  - Les Cowboys van Thomas Bidegain

### Beste acteur in een bijrol
- David Murgia - Les Premiers, les Derniers
  - Laurent Capelluto - Je suis un soldat
  - Sam Louwyck - Keeper
  - Charlie Dupont - Un petit boulot

### Beste jong mannelijk talent
- Yoann Blanc - Un homme à la mer
  - Lazare Gousseau - Baden Baden
  - Pierre Olivier - Nous quatre
  - Martin Nissen - Welcome Home

### Beste actrice in een bijrol
- Catherine Salée - Keeper
  - Virginie Efira - Elle
  - Anne Coesens - La Taularde
  - Julienne Goeffers - Parasol

### Beste jong vrouwelijk talent
- Salomé Richard - Baden Baden
  - Ghalia Benali - À peine j'ouvre les yeux
  - Martha Canga Antonio - Black
  - Jade en Margaux Soentjens - L'Économie du couple

### Beste beeld
- Olivier Boonjing - Parasol
  - Manu Decosse - Évolution
  - Benoît Debie - La Danseuse
  - Jean-Paul De Zaeytijd - Les Premiers, les Derniers

### Beste kostuums
- Élise Ancion - Les Premiers, les Derniers
  - Sandra Campisi - Baden Baden
  - Nina Caspari - Black

### Beste decor
- Paul Rouschop - Les Premiers, les Derniers
  - Véronique Sacrez - Éternité
  - Florin Dima - Keeper

### Beste montage
- Julie Brenta - Keeper
  - Julie Naas - Je me tue à le dire
  - Nicolas Rumpl - Parasol

### Beste filmmuziek
- Cyrille de Haes en Manuel Roland - Parasol
  - Hannes De Maeyer - Black
  - Catherine Graindorge - Le Chant des hommes

### Beste scenario of bewerking
- Xavier Seron - Je me tue à le dire
  - Guillaume Senez en David Lambert - Keeper
  - Joachim Lafosse - L'Économie du couple
  - Bouli Lanners - Les Premiers, les Derniers

### Beste geluid
- Nils Fauth en Peter Soldan - La Tortue rouge
  - Arnaud Calvar, Julien Mizac, Philippe Charbonnel - Je me tue à le dire
  - Virginie Messiaen en Franco Piscopo - Keeper

### Beste korte film
- Le Plombier van Xavier Seron en Méryl Fortunat-Rossi
  - À l'arraché van Emmanuelle Nicot
  - Les Amoureuses van Catherine Cosme

### Beste documentaire
- En bataille, portrait d'une directrice de prison van Eve Duchemin
  - Intégration Inch'Allah van Pablo Muñoz Gomez
  - La Terre abandonnée van Gilles Laurent

### Magritte d'honneur
- André Dussollier

## Films met meerdere nominaties
De volgende films ontvingen meerdere nominaties:
| Nominaties | Film                       | Gewonnen |
| ---------- | -------------------------- | -------- |
| 8          | Les Premiers, les Derniers | 5        |
| 8          | Keeper                     | 3        |
| 7          | Je me tue à le dire        | 2        |
| 7          | Parasol                    | 2        |
| 5          | Black                      |          |
| 4          | L'Économie du couple       |          |
| 2          | À peine j'ouvre les yeux   |          |
| 2          | Baden Baden                | 1        |
| 2          | Éternité                   |          |
| 2          | La Tortue rouge            | 2        |
| 2          | Les Cowboys                |          |
| 2          | Un homme à la mer          | 1        |